# Jack McCullough
Jack McCullough (* 28. November 1949 in Winnipeg) ist ein ehemaliger kanadischer Radrennfahrer.

## Sportliche Laufbahn
McCullough war im Straßenradsport aktiv. Er war Teilnehmer der Olympischen Sommerspiele 1972 in München. Im olympischen Straßenrennen kam er auf den 52. Rang. Im Mannschaftszeitfahren wurde der kanadische Vierer mit Gilles Durand, Brian Chewter, Jack McCullough und Tom Morris 23. des Wettbewerbs.